# Вѣстник краєвого Правительства длѧ коронной области Галиціи и Володомеріи …
Вѣстник краєвого Правительства длѧ коронной области Галиціи и Володомеріи съ Кнѧжествами Освѣцимскимъ и Заторскимъ и съ Великимъ Кнѧжествомъ Краковскимъ (нім. Landes-Regierungsblatt für das Kronland Galizier und Lodomerien mit den Herzogthümern Auschwitz und Zator und dem Gross-herzogthume Krakau) — львівський часопис, що містив розпорядження австрійського уряду за 1853 рік.

## Основні дані
Вийшли числа: 1853 — Отд. 1 часть 4-65 (У фонді Львівської національної наукової бібліотеки ім. В. Стефаника збереглися числа 4, 34, 36, 50-59).
Формат: 26 × 19,5 см.
Друк: Галицька скарбово-державна типографія, Львів.

## Зміст
Публікував розпорядження уряду німецькою мовою (кириличним шрифтом).
Його попередниками та наступниками були урядові часописи таких років:
- 1849—1853 — Всеобщій дневникъ земскихъ законовъ и Правительства длѧ коронной области Галиціи и Володимеріи съ Кнѧжествами Освѣцимскимъ и Заторскимъ и съ Великимъ Кнѧжествомъ Краковскимъ;
- 1854—1857 — Вѣстник краєвого Правительства длѧ оуправительствєнной области Намѣстничества во Львовѣ;
- 1858—1859 — Вѣстникъ рѧду краєвого длѧ области адмїнїстрацїйнои Намѣстництва въ Львовѣ